# José Carreras
Josep Maria Carreras i Coll, noto semplicemente come José Carreras (Barcellona, 5 dicembre 1946), è un tenore spagnolo, molto apprezzato per i ruoli ricoperti specialmente nel repertorio del melodramma donizettiano, verdiano e pucciniano.
Una parte della fama che ha ottenuto in tutto il mondo è dovuta anche alla partecipazione ai concerti de I Tre Tenori, accanto a Luciano Pavarotti e a Plácido Domingo.

## Biografia
Carreras mostra un grande talento già in tenera età. Risale a quando aveva appena otto anni la sua prima esecuzione in pubblico, avvenuta alla radio nazionale spagnola con La donna è mobile. A undici anni è in scena al Liceu nel ruolo di giovanissimo soprano nell'opera di Manuel de Falla El retablo de Maese Pedro e del monello nel secondo atto de La bohème. In quegli anni, Carreras studia al Conservatori Superior de Música del Liceu. L'esordio al Liceu come Flavio nella Norma attira l'attenzione del famoso soprano Montserrat Caballé, che cantava nel ruolo principale. Ella lo invita a cantare accanto a lei in Lucrezia Borgia di Gaetano Donizetti.
Carreras canta ancora con la Caballé nel suo esordio del 1971 sul palcoscenico londinese, all'età di 25 anni, in un'esecuzione da concerto della Maria Stuarda. Negli anni successivi, i due cantanti interpretano insieme più di quindici opere. Nel 1972, esordisce in America nel ruolo di Pinkerton nella Madama Butterfly e in Italia, al Teatro Regio di Parma nel ruolo di Rodolfo in La bohème. Al San Francisco Opera nel 1973 è Rodolfo ne La bohème, nel 1974 Pinkerton nella Madama Butterfly, nel 1975 Nemorino ne L'elisir d'amore, nel 1977 Gustavus III (Riccardo) ne Un ballo in maschera, nel 1978 Werther e nel 1992 tiene un recital.
Nel 1974, esordisce al Staatsoper di Vienna nel ruolo del Duca di Mantova, come Alfredo ne La traviata al Royal Opera House, Covent Garden e come Cavaradossi nella Tosca al Metropolitan Opera House. Per il Metropolitan Opera nel 1975 è Rodolfo ne La bohème e Alfredo ne La traviata, nel 1978 Maurizio in Adriana Lecouvreur, Nemorino ne L'elisir d'amore e Rodolfo in Luisa Miller diretto da James Levine, nel 1981 canta nel Caballé - Carreras Concert, nel 1983 Don Alvaro ne La forza del destino, nel 1984 canta nel Caballé - Carreras Concert: Spain in the Opera e nel 1987 Don José in Carmen). Fino a oggi il tenore ha preso parte a 72 rappresentazioni al Met.
A Bilbao canta nel 1974 Un ballo in maschera, nel 1975 Luisa Miller, nel 1976 I Lombardi alla prima crociata, nel 1977 Don Carlo e L'elisir d'amore e nel 1981 La Gioconda. Al Teatro Verdi (Trieste) nel 1974 è Rodolfo ne La bohème e nel 1976 Alfredo Germont ne La traviata e Sir Edgardo di Ravenswood in Lucia di Lammermoor. Alla Scala Carreras esordisce nel 1975 come Riccardo nella prima rappresentazione di Un ballo in maschera. Nel 1976 è Rodolfo ne La bohème al John F. Kennedy Center for the Performing Arts di Washington nella trasferta scaligera e nel 1977 nella prima alla Scala. Nello stesso anno è Don Carlo nella serata d'inaugurazione della stagione del bicentenario diretto da Claudio Abbado, nel 1978 Don Alvaro ne La forza del destino, nel 1979 e nel 1982 tiene un concerto.
Sempre nel 1982 è Andrea Chénier nella prima diretta da Riccardo Chailly, nel 1984 è Oronte nella prima de I Lombardi alla prima crociata, nel 1985 José in Carmen, nel 1987 Canio nella prima di Pagliacci, nel 1989 e nel 1991 tiene dei concerti, nel 1993 Il Conte Loris Ipanoff in Fedora, nel 1995 Stiffelio nella prima e dei concerti nel 1997 e nel 2010. All'età di 28 anni, Carreras aveva già un repertorio di 24 opere. Nella sua carriera fa incontri artistici molto significativi come ad esempio quello con Herbert von Karajan che lo vorrà per le realizzazione discografica e scenica di molte opere come Aida, Don Carlo, Tosca, Carmen o quello con Riccardo Muti con cui realizza due incisioni di Cavalleria Rusticana (Carreras, Caballè, Manuguerra, Hamari, Varnay) e Pagliacci (Carreras, Scotto, Nurmela).
La sua vicenda artistica ha anche un risvolto amoroso nella relazione con il soprano Katia Ricciarelli per diversi anni, con la quale forma un noto sodalizio artistico, interpretando e incidendo con lei Trovatore, Bohème, Tosca, Turandot, La Battaglia di Legnano, I due Foscari, ecc. All'Opera di Chicago è Riccardo ne Un ballo in maschera nel 1976. Al Grand Théâtre di Ginevra nel 1977 è Don Carlo, nel 1979 Enzo Grimaldo ne La Gioconda e tiene dei recital nel 1981 e nel 1986. Con il passare del tempo cade inevitabilmente nella scelta di ruoli cui tutti i tenori aspirano, quindi inizia a cantare Calaf (che incide anche con la Caballè e Mirella Freni, diretti da Alain Lombard), Alvaro nella Forza del Destino (alla Scala con la Caballè), Manrico, Radamès (con Karajan a Salisburgo nel 1979) e altri ruoli inadatti alla sua voce.
Lo strumento vocale comincia inevitabilmente a usurarsi e l'esecuzione di opere intere diventa un ostacolo, spesso difficile da superare: questo, oltre alla malattia che lo colpisce nel 1987, costituisce la principale causa del declino vocale che Carreras comincia a conoscere dagli anni ottanta, con l'emissione di acuti sempre più forzati e malamente mascherati, non di rado spezzati da stecche. In anni più recenti, il repertorio privilegia ruoli su un registro più centrale o baritenorile, come in Samson et Dalila e in Sly. Nel 1987, al culmine della sua carriera, Carreras si ammala di leucemia e i medici reputano che le possibilità che possa guarirne siano di 1 a 10. L'artista non solo sopravvive, ma riprende la carriera di cantante, nonostante la malattia abbia dato alla voce, già usurata per la scelta sbagliata del repertorio, un grave colpo.
Nel 1988 crea una fondazione per sostenere finanziariamente gli studi sulla malattia e per la registrazione dei donatori volontari di midollo osseo.
Nel 1988 è sostituito da Luca Canonici nel film La bohème. Nel 1990 centinaia di milioni di spettatori vedono da tutto il mondo il concerto dei Tre Tenori, che precede la finale dei mondiali di calcio a Roma, concerto concepito per raccogliere fondi per la fondazione di Carreras e per festeggiare da parte di Domingo e Pavarotti il ritorno del collega nel mondo operistico.
Nel 1992 canta Himno a la alegría con Giacomo Aragall, Teresa Berganza, Montserrat Caballé e Domingo nella cerimonia d'apertura dei Giochi della XXV Olimpiade e l'inno ufficiale dei giochi Amigos para siempre con Sarah Brightman. Nel 1993 tiene un recital al Civic Theatre per il San Diego Opera. Nel 1994 canta Libiamo ne' lieti calici con Agnes Baltsa e la London Symphony Orchestra, diretto da Plácido Domingo, per la colonna sonora di Only You - Amore a prima vista. Nel 1999 canta dei brani dalla Lucia di Lammermoor con Montserrat Caballé, per la colonna sonora del film Bats. Nel 2001 appare in concerto a Rotterdam insieme a Inese Galante. Nel 2002 il singolo Show Me The Way arriva in settima posizione in Germania.
Nel 2010 si esibisce in una serie di concerti-evento in location originali: le guglie del Duomo di Milano (9-12-14 luglio), a Lajatico (25 luglio) con Andrea Bocelli e Zucchero, a Marostica (14 settembre) nella piazza degli Scacchi, ove si svolge biennalmente la famosa partita a scacchi viventi. Oltre all'opera, Carreras ha cantato generi come la zarzuela (tipica forma di teatro musicale spagnolo). Ha anche inciso due musical: South Pacific e West Side Story.

## Voce
Nei primi tempi, la voce di Carreras era considerata una delle più belle voci tenorili della sua epoca. Il critico spagnolo Fernando Fraga lo ha descritto come un tenore lirico con una generosità di spinto, avente un "timbro nobile, riccamente colorato e sontuosamente risonante". Questo è particolarmente esatto considerando la gamma media della sua voce. Fraga ha anche notato, come lo stesso Carreras, che le note alte dell'estensione di un tenore erano un problema anche in giovinezza, e lo diventarono di più col progredire della sua carriera. Come il suo idolo, Giuseppe Di Stefano, Carreras era anche conosciuto per la bellezza e l'espressività del fraseggio e la dizione passionale. Queste qualità sono forse meglio espletate nella registrazione della Tosca del 1976 con Montserrat Caballé e condotta da Sir Colin Davis. Secondo alcuni critici l'interpretazione di ruoli da spinto più pesanti come Andrea Chénier, Don José in Carmen e Alvaro ne La forza del destino ha portato una pressione al suo naturale strumento lirico che può aver causato una sua prematura scuritura e una perdita di fioritura. Tuttavia ha prodotto alcune delle più magistrali interpretazioni in questi ruoli.

## Discografia parziale

### Opere
| Anno | Titolo Ruolo                                   | Cast                                                    | Direttore             | Etichetta           |
| ---- | ---------------------------------------------- | ------------------------------------------------------- | --------------------- | ------------------- |
| 1972 | La pietra del paragone Cavalier Giocondo       | John Reardon, Beverly Wolff, Justino Díaz               | Newell Jenkins        | Vanguard            |
| 1973 | Un giorno di regno Edoardo di Sanval           | Ingvar Wixell, Fiorenza Cossotto, Jessye Norman         | Lamberto Gardelli     | Philips             |
| 1974 | Thaïs Nicias                                   | Anna Moffo, Gabriel Bacquier, Justino Diaz              | Julius Rudel          | RCA                 |
| 1975 | Il corsaro Corrado                             | Montserrat Caballé, Jessye Norman, Giampiero Mastromei  | Lamberto Gardelli     | Philips             |
|      | Elisabetta, Regina d'Inghilterra Leicester     | Montserrat Caballé, Ugo Benelli, Valerie Masterson      | Gianfranco Masini     | Philips             |
| 1976 | Lucia di Lammermoor Edgardo di Ravenswood      | Montserrat Caballé, Vincente Sardinero, Samuel Ramey    | Jesús López Cobos     | Philips             |
|      | Macbeth Macduff                                | Sherrill Milnes, Fiorenza Cossotto, Ruggero Raimondi    | Riccardo Muti         | EMI                 |
|      | Der Rosenkavalier Cantante italiano            | Evelyn Lear, Frederica von Stade, Ruth Welting          | Edo de Waart          | Philips             |
|      | Tosca Mario Cavaradossi                        | Montserrat Caballé, Ingvar Wixell, Samuel Ramey         | Colin Davis           | Philips             |
| 1977 | La battaglia di Legnano Arrigo                 | Katia Ricciarelli, Matteo Manuguerra, Nikola Gjuzelev   | Lamberto Gardelli     | Philips             |
|      | I due Foscari Jacopo Foscari                   | Piero Cappuccilli, Katia Ricciarelli, Samuel Ramey      | Lamberto Gardelli     | Philips             |
|      | Simon Boccanegra Gabriele Adorno               | Piero Cappuccilli, Mirella Freni, Nicolai Ghiaurov      | Claudio Abbado        | Deutsche Grammophon |
|      | Turandot Calaf                                 | Montserrat Caballé, Mirella Freni, Paul Plishka         | Alain Lombard         | EMI                 |
| 1978 | Un ballo in maschera Riccardo                  | Montserrat Caballé, Ingvar Wixell, Sonia Ghazarian      | Colin Davis           | Philips             |
|      | La bohème Rodolfo                              | Katia Ricciarelli, Ingvar Wixell, Ashley Putnam         | Colin Davis           | Philips             |
|      | Don Carlo                                      | Mirella Freni, Nicolai Ghiaurov, Piero Cappuccilli      | Herbert von Karajan   | EMI                 |
|      | Otello (Rossini) Otello                        | Frederica von Stade, Salvatore Fisichella, Samuel Ramey | Jesús López Cobos     | Philips             |
| 1979 | Aida Radames                                   | Mirella Freni, Agnes Baltsa, Piero Cappuccilli          | Herbert von Karajan   | EMI                 |
|      | Cavalleria rusticana, Pagliacci Turiddu, Canio | Montserrat Caballé, Renata Scotto, Matteo Manuguerra    | Riccardo Muti         | EMI                 |
|      | Stiffelio                                      | Sylvia Sass, Matteo Manuguerra, Wladimiro Ganzarolli    | Lamberto Gardelli     | Philips             |
|      | Tosca Mario Cavaradossi                        | Katia Ricciarelli, Ruggero Raimondi                     | Herbert von Karajan   | Deutsche Grammophon |
| 1980 | Il trovatore Manrico                           | Katia Ricciarelli, Yuri Mazurok, Stefania Toczyska      | Colin Davis           | Philips             |
|      | Werther                                        | Frederica von Stade, Isobel Buchanan, Thomas Allen      | Colin Davis           | Philips             |
| 1981 | La Périchole Piquillo                          | Teresa Berganza, Gabriel Bacquier, Michel Trempont      | Michel Plasson        | EMI                 |
| 1982 | Carmen Don José                                | Agnes Baltsa, Katia Ricciarelli, José van Dam           | Herbert von Karajan   | Deutsche Grammophon |
| 1984 | West Side Story Tony                           | Kiri Te Kanawa, Tatiana Troyanos, Marilyn Horne         | Leonard Bernstein     | Deutsche Grammophon |
| 1985 | Fedora Loris Ipanoff                           | Éva Marton, Janos Martin, Veronica Kincses              | Giuseppe Patanè       | CBS                 |
|      | La forza del destino Don Alvaro                | Rosalind Plowright, Renato Bruson, Agnes Baltsa         | Giuseppe Sinopoli     | Deutsche Grammophon |
| 1986 | Andrea Chénier                                 | Éva Marton, Giorgio Zancanaro, Tamara Takács            | Giuseppe Patanè       | CBS                 |
|      | La Juive Eléazar                               | Julia Varady, June Anderson, Ferruccio Furlanetto       | Antonio de Almeida    | Philips             |
| 1987 | La bohème Rodolfo                              | Barbara Hendricks, Gino Quilico, Angela Maria Blasi     | James Conlon          | Erato               |
|      | Madama Butterfly F. B. Pinkerton               | Mirella Freni, Juan Pons, Teresa Berganza               | Giuseppe Sinopoli     | Deutsche Grammophon |
| 1987 | Manon Lescaut Renato Des Grieux                | Kiri Te Kanawa, Paolo Coni                              | Riccardo Chailly      | Decca               |
| 1988 | Tosca Mario Cavaradossi                        | Éva Marton, Juan Pons, István Gáti                      | Michael Tilson Thomas | Sony                |
| 1989 | Poliuto                                        | Katia Riciarelli, Juan Pons                             | Oleg Caetani          | CBS Masterworks     |
| 1989 | Samson et Dalila Samson                        | Agnes Baltsa, Jonathan Summers                          | Colin Davis           | Philips             |

### Recital
- You Belong To My Heart, English Chamber Orchestra, Enrique García Asensio & José Carreras - 1984 Philips
- Ave Maria, José Carreras & Wiener Sängerknaben - 1984 Philips
- Ramirez: Missa Criolla; Navidad Nuestra; Navidad en Verano - Coral Salvé de Laredo/Damián Sanchez/Grupo Huancara/José Carreras/José Luis Ocejo/Sociedad Coral de Bilbao, 1987 Philips
- Sinopoli, Lou Salomé Suites - Lucia Popp/José Carreras/Radio-Sinfonieorchester Stuttgart/Giuseppe Sinopoli, 1988 Deutsche Grammophon
- Italian Operas Composers' Songs, José Carreras - 1990 Sony BMG
- José Carreras Sings Catalan Songs - Joan Casas, José Carreras & Orquesta Sinfónica del Gran Teatre del Liceu, 1991 Sony
- An Enchanted Evening With José Carreras, 1984/1991 Sony
- Opera Duets - Agnes Baltsa/José Carreras/London Symphony Orchestra/Plácido Domingo, 1993 SONY BMG
- The 3 Tenors in Concert 1994
- A Celebration of Christmas, Carreras/Domingo/Natalie Cole, 1996 Elektra/Wea - 10ª posizione in Austria
- Christmas In Vienna, Diana Ross, José Carreras & Plácido Domingo - 1993 Sony - 2ª posizione in Austria, 4^ in Olanda e Norvegia e 7^ in Svizzera
- Amigos Para Siempre - Friends For Life: Romantic Songs of the World - José Carreras, Lalo Schifrin & London Symphony Orchestra, 1992 Warner - seconda posizione in Australia
- Barcelona Games con Montserrat Caballé, Plácido Domingo, Giacomo Aragall, Teresa Berganza e Juan Pons, 1992 RCA/BMG
- Carreras, Passion - 1996 Erato - decima posizione in Nuova Zelanda
- José Carreras Sings Hits of Andrew Lloyd Webber, 1996 Warner
- Conc. dei tre tenori, Cilea, Verdi, Puccini - Carreras/Domingo/Pavarotti, 1990 Decca - Grammy Award for Best Classical Vocal Solo 1991
- The Three Tenors - Paris 1998 - Levine/Carreras/Pavarotti/Orchestre de Paris/Plácido Domingo, Resorts Productions - 6ª posizione in Francia, 8^ in Austria e 10^ in Svizzera e Nuova Zelanda
- Carreras, Belle Époque - José Carreras, 1999 SONY BMG
- The Three Tenors Christmas - Plácido Domingo/Luciano Pavarotti/José Carreras, 2000 Sony
- Memories - José Carreras, 2000 Philips
- The Three Tenors At Christmas - José Carreras/Luciano Pavarotti/Plácido Domingo, 2002 First Celtic
- José Carreras, Malinconia D'amore - José Carreras, Lorenzo Bavaj & Ensemble Wien, 2002 Deutsche Grammophon
- Opera Arias - José Carreras, 2005 EMI
- José Carreras, Belle Époque - 2006 Sony BMG
- The José Carreras Collection, 2009 Warner
- Best of José Carreras, 2010 EMI
- Carreras, The 50 greatest tracks/Le 50 più grandi interpretazioni - Davis/Mehta/Lopez-Cobos/Benzi/Gardelli, Decca

## DVD & Blu-ray parziale
- Bernstein, The making of West Side Story - Bernstein/Te Kanawa/Carreras, 1984 Deutsche Grammophon - Grammy Award for Best Musical Theater Album 1986
- Bizet, Carmen - Levine/Baltsa/Carreras/Ramey, 1989 Deutsche Grammophon
- Puccini, Bohème - Levine/Stratas/Carreras/Scotto, regia Franco Zeffirelli, 1982 Deutsche Grammophon
- Conc. dei tre tenori, Cilea, Verdi, Puccini - Carreras/Domingo/Pavarotti, 1990 Decca - Grammy Award for Best Classical Vocal Solo 1991
- The Three Tenors Christmas, 2000 Sony
- José Carreras - Energia, 2007 DoRo
- The 3 Tenors, Paris 1998 - Atlantic
- The 3 Tenors in Concert 1994 - Classical
- Berlioz, Te Deum - Wiener Philharmoniker/Claudio Abbado, 1992 Arthaus
- Verdi, Stiffelio - con Catherine Malfitano, 1993 Opus Arte/Naxos
- Verdi, Don Carlos (Salisburgo) - Herbert von Karajan/Piero Cappuccilli/Josè Carreras/Agnes Baltsa/Ferruccio Furlanetto/Ilaria Izzo d'Amico/Matti Salminen, 1986 Sony
- Giordano, Andrea Chénier (Teatro alla Scala) - Riccardo Chailly/Piero Cappuccilli/Éva Marton/Josè Carreras, 1985 Warner
- Verdi, I lombardi alla prima crociata - Gianandrea Gavazzeni/José Carreras/Ghena Dimitrova/Silvano Carroli, regia Gabriele Lavia, 1984 Nvc Arts
- Puccini, Turandot - Lorin Maazel/Éva Marton/Josè Carreras/Katia Ricciarelli, 1983 Arthaus/ORF
- Donizetti, Lucia di Lammermoor - Lamberto Gardelli/Leo Nucci/Katia Ricciarelli/José Carreras, 1982 Bel Canto Society
- Verdi, La forza del destino (Teatro alla Scala), Giuseppe Patanè/Piero Cappuccilli/Montserrat Caballé/José Carreras/Nicolai Ghiaurov/Sesto Bruscantini, 1978 Hardy Classic/RAI
- Cilea, Adriana Lecouvreur - Gianfranco Masini/Montserrat Caballé/Fiorenza Cossotto/José Carreras, 1976 Hardy Classic
- Verdi, La traviata - Nino Verchi/Renata Scotto/José Carreras/Sesto Bruscantini, 1973 Hardy Classic
- José Carreras: Concerto di Natale, 1999 Image Entertainment
- Mozart: The Requiem from Sarajevo - Zubin Mehta/Cecilia Gasdia/Ildikó Komlósi/José Carreras/Ruggero Raimondi - 1994 Image Entertainment

## Repertorio
| Ruolo                | Titolo                           | Autore       |
| -------------------- | -------------------------------- | ------------ |
| Orombello            | Beatrice di Tenda                | Bellini      |
| Flavio               | Norma                            | Bellini      |
| Tony                 | West Side Story                  | Bernstein    |
| Don Josè             | Carmen                           | Bizet        |
| Faust                | Mefistofele                      | Boito        |
| Maurizio di Sassonia | Adriana Lecouvreur               | Cilea        |
| Paco                 | La vida breve                    | de Falla     |
| Nemorino             | L'elisir d'amore                 | Donizetti    |
| Gennaro              | Lucrezia Borgia                  | Donizetti    |
| Roberto Leicester    | Maria Stuarda                    | Donizetti    |
| Edgardo Ravenswood   | Lucia di Lammermoor              | Donizetti    |
| Roberto Devereux     | Roberto Devereux                 | Donizetti    |
| Poliuto              | Poliuto                          | Donizetti    |
| Gerardo              | Caterina Cornaro                 | Donizetti    |
| Andrea Chénier       | Andrea Chénier                   | Giordano     |
| Loris Ipanov         | Fedora                           | Giordano     |
| Faust                | Faust                            | Gounod       |
| Roméo                | Roméo et Juliette                | Gounod       |
| Éléazar              | La Juive                         | Halévy       |
| Canio                | Pagliacci                        | Leoncavallo  |
| Turiddu              | Cavalleria rusticana             | Mascagni     |
| Jean                 | Hérodiade                        | Massenet     |
| Werther              | Werther                          | Massenet     |
| Nicias               | Thaïs                            | Massenet     |
| Piquillo             | La Périchole                     | Offenbach    |
| Enzo Grimaldo        | La Gioconda                      | Ponchielli   |
| Renato Des Grieux    | Manon Lescaut                    | Puccini      |
| Rodolfo              | La bohème                        | Puccini      |
| Mario Cavaradossi    | Tosca                            | Puccini      |
| F. B. Pinkerton      | Madama Butterfly                 | Puccini      |
| Calaf                | Turandot                         | Puccini      |
| Cavalier Giocondo    | La pietra del paragone           | Rossini      |
| Roberto Leicester    | Elisabetta, Regina d'Inghilterra | Rossini      |
| Otello               | Otello                           | Rossini      |
| Samson               | Samson et Dalila                 | Saint-Saëns  |
| Cantante italiano    | Der Rosenkavalier                | Strauss      |
| Edoardo di Sanval    | Un giorno di regno               | Verdi        |
| Oronte               | I Lombardi alla prima crociata   | Verdi        |
| Jacopo Foscari       | I due Foscari                    | Verdi        |
| Macduff              | Macbeth                          | Verdi        |
| Gaston               | Jérusalem                        | Verdi        |
| Corrado              | Il corsaro                       | Verdi        |
| Arrigo               | La battaglia di Legnano          | Verdi        |
| Rodolfo              | Luisa Miller                     | Verdi        |
| Stiffelio            | Stiffelio                        | Verdi        |
| Duca di Mantova      | Rigoletto                        | Verdi        |
| Alfredo Germont      | La traviata                      | Verdi        |
| Gabriele Adorno      | Simon Boccanegra                 | Verdi        |
| Riccardo             | Un ballo in maschera             | Verdi        |
| Don Alvaro           | La forza del destino             | Verdi        |
| Don Carlo            | Don Carlo                        | Verdi        |
| Radames              | Aida                             | Verdi        |
| Sly                  | Sly                              | Wolf-Ferrari |

## Vita privata
In passato è stato legato sentimentalmente per tredici anni alla collega italiana Katia Ricciarelli.

## Onorificenze

### Onorificenze straniere
- Medalla d'Or de la Generalitat de Catalunya, giugno 1984
- Premio Principe delle Asturie
- Cruz de Oro del Orden Civil de la Solidaridad Social
- Bambi, 1993
- Golden Camera, 1996 (per il DVD The 3 Tenors in Concert 1994)